# Phil & John
Phil & John waren ein deutsches Schlager-Duo, das in den 1970er Jahren erfolgreich war.

## Leben
Phil (bürgerlicher Name: Klaus Dieter Hill, * 8. März 1948 in Bochum) und John (bürgerlicher Name: Hans Lothar Odenthal, * 19. Januar 1949 in Rheydt) wurden im Mai 1972 von Tony Hendrik als Gesangsduo entdeckt und bis 1976 produziert. Im selben Jahr erschien ihre erste Platte Hello Buddy, die deutsche Fassung eines Hits der Tremeloes. Bereits die zweite Single, eine Coverversion des Schlagers Hello Mary Lou, ein Song geschrieben von Cayet Mangiaracina und Gene Pitney und im Jahr 1961 ein großer Erfolg für Ricky Nelson, schnitt im Juni 1972 mit Rang 20 in der deutschen Hitparade am besten ab. Das Schlager-Duo brachte bis 1976 insgesamt 13 Singles heraus. Sieben hiervon gelangten auf mittlere Positionen der deutschen Hitparade.
Das Duo war auch mehrmals Gast in der ZDF-Hitparade, wo sie beispielsweise am 5. August 1972 ihren Hit Hello Mary Lou präsentierten. Nach der Auflösung 1976 startete Phil unter seinem bürgerlichen Namen eine Solokarriere, die jedoch erfolglos war. John war als Musikproduzent tätig.
1979 tat sich das Duo nochmals für die Singles Ramona und Schlaf nicht in der U-Bahn zusammen, die jedoch nicht mehr an ihre Erfolge aus der ersten Hälfte des Jahrzehnts anknüpfen konnte.

## Diskografie

### Alben
- Hello … Phil und John (1973)
- Die großen Erfolge (1974)

### Singles
- Hello Buddy (1971)
- Hello Mary-Lou (1972)
- Du oder keine (1972)
- Marina (1973)
- Morgen wird die Sonne wieder scheinen (1973)
- Hast du schon mal unter’m Regenschirm geküßt?
- Hello Martina (1974)
- Denn seit mehr als 1000 Jahren (1974)
- Wo warst du heut’ Nacht mein schönes Kind (1974)
- Trau’ einer Frau über 16 nicht (1975)
- Buona Sera (1975)
- Mary Brown (1976)
- Ich stehe täglich meinen Mann (1976)
- Ramona (1979)
- Schlaf nicht in der U-Bahn (1979)